# CR-Baureihe SS6B
Die CR-Baureihe SS6B (chinesisch 韶山6B, Pinyin Shaoshan 6B) sind Wechselstrom-Elektrolokomotiven der chinesischen Staatsbahnen mit der Achsfolge Co’Co’, die für den Einsatz vor Personen- und Güterzügen bestimmt sind. Die Leistung der SS6B beläuft sich auf 4800 kW. Die schwere elektrische Güterzuglokomotive hat sechs Achsen und wurde vom CSR-Werk in Zhuzhou entwickelt und gebaut. Des Weiteren wurde die SS6B vom Elektrolokomotivwerk Datong hergestellt.
In die Entwicklung der 1992 vorgestellten SS6B flossen Erfahrungen aus den Baureihen SS6, SS4 sowie aus den ausländischen Modellen 6K und 8K ein, die für die chinesische Staatsbahn zugekauft wurden.
Das erste Exemplar wurde im Dezember 1994 fertiggestellt (Nummer 1001) und kurz darauf begann die Produktion in kleinen Stückzahlen. Bis Juni 1995 wurden 30 SS6B gebaut und in Betrieb genommen. Die Baupläne der SS6B wurden vom ehemaligen Eisenbahnministerium an die Datong-Werke abgegeben. Bis 2002 baute das Zhuzhou-Werk 148 SS6B (Nummern 1001 bis 1148) und die anderen 53 (Nummern 6001 bis 6053) wurden vom Datong-Werk gebaut.